# Исак Њутн
Исак Њутн (енгл. Sir Isaac Newton, Линколншир, 4. јануар 1643 — Лондон, 31. март 1727) је био енглески физичар, математичар, астроном, алхемичар и филозоф природе, који је данас за већину људи једна од највећих личности у историји науке. Рођен је 4. јануара 1643. у Линколнширу, а преминуо је 31. марта 1727. у Лондону.
Његова студија Математички принципи природне филозофије (лат. Philosophiae Naturalis Principia Mathematica), објављена 1687, која описује универзалну гравитацију и три закона кретања, поставила је темеље класичне (Њутнове) механике и послужила као пример за настанак и развој других модерних физичких теорија. Изводећи из овог свог система Кеплерове законе кретања планета, он је био први који је показао да се кретања тела на Земљи и кретања небеских тела потчињавају истим физичким законима. Уједињујућа и детерминистичка моћ његових закона довела је до револуције у науци и до даљег напретка и уздизања хелиоцентризма.
У механици, Њутн је такође указао на један нови, велики, значај принципа одржања импулса и момента импулса. У оптици, он је направио први практични рефлексиони (огледалски) телескоп и открио да се пропуштањем беле светлости кроз стаклену призму она разлаже у спектар свих боја (у складу са тврђењем Роџера Бејкона из 13. века). Њутн се снажно залагао у прилог честичне природе светлости. Он је такође формулисао емпиријски закон хлађења, проучавао брзину звука и предложио теорију о пореклу звезда. У математици, Њутн дели заслуге са Готфридом Лајбницом за откриће инфинитезималног рачуна. Он је такође изложио и уопштену биномску теорему, развијајући на тај начин тзв. „Њутнов метод“ за апроксимације нула функције и доприносећи проучавањима разлагања функција у редове.
Француски математичар Жозеф Луј Лагранж често је изјављивао да је Њутн највећи геније који је икада живео, додајући једном да је он, такође, и „најсрећнији, јер се систем света не може открити и установити више него једнога пута“. Енглески песник Александар Поуп, дирнут Њутновим постигнућима, написао је чувени епитаф:
Природа и природни закони у ноћној тами налазе скривеност;
Бог рече “Нека буде Њутн” и све постаде светлост.
(;
.)

## Биографија

### Младост
Њутн је рођен у Вулсторпу поред Колстерворта, грофовија Линколншир, Енглеска (Woolsthorpe-by-Colsterworth, Lincolnshire, England). Рођен је у породици фармера који су поседовали земљу и стоку, и били према томе прилично богати. Место у којем се он родио било је око седам миља удаљено од Грантама, где је он касније похађао школу. По његовом властитом, каснијем, сведочењу, Њутн је рођен превремено и нико није очекивао да ће он дуго поживети. Његова мајка Хана Ејскоу (Hannah Ayscough) рекла је да је његово тело у то време било тек толико велико да би могло да стане у криглу пива. Његов отац, који се такође звао Исак Њутн, био је слободан сељак (фармер) и умро је три месеца пре Њутновог рођења, у време када је у Енглеској трајао грађански рат. Када је Њутну било три године, његова мајка се преудала и отишла је да живи са својим новим мужем, остављајући свог сина на старање његовој баки (њеној мајци), Марџери Ејскоу (Margery Ayscough).
Према Ерику Темпл Белу (Eric Temple Bell) и Х. Ивсу (H. Eves):
Њутн је започео своје школовање у сеоској школи, да би касније био послат у Краљевску школу у Грантаму (The King's School, Grantham), где је постао најбољи ученик у школи. Док је ишао у ову школу он је био подстанар код локалног апотекара Вилијама Кларка и наводно је био заручен са апотекаровом пасторком, Аном Стореј (Anne Storey), пре него што је отишао на Универзитет Кембриџ, у добу од 19 година. Како је Њутн постајао све више занесен својим студијама, романса се постепено хладила и госпођица Стореј удала се за неког другога. Како било, прича се да је Њутн задржао за дуго сећање на ову љубав, али никада више није имао неку другу „драгану“ и никада се није оженио.
Међутим, Белов и Ивсов извор за ово тврђење, Вилијам Стокли и госпођа Винсент (бивша госпођица Стореј – која се у ствари звала Катрина, а не Ана), једино су рекли да је Њутн показивао „пасију“ према госпођици Стореј док је био станар у Кларковој кући.
Отприлике од његове дванаесте године па док није напунио седамнаесту, Њутн се образовао, као што је речено, у Краљевској школи у Грантаму, где се његов потпис још увек може видети на оквиру прозора од библиотеке. Он је повучен из школе и негде у октобру месецу 1659 нашао се у Вулстропу од Колстерворта, где је његова мајка имала намеру да од њега направи фармера. Он је, према каснијим изјавама његових савременика, био због овога дубоко несрећан. Изгледа да је Хенри Стоукс, управник Краљевске школе, убедио његову мајку да га поново пусти назад у школу како би могао да заврши своје образовање. Ово је он и учинио у својој деветнаестој години, а његов школски успех у завршној години био је задивљујући.
У јуну 1661, он је примљен у Тринити колеџ у Кембриџу. У то време предавања на колеџу заснивала су се углавном на Аристотеловом учењу, али Њутн је више волео да чита много напредније идеје модерних филозофа, као што је Рене Декарт, и астронома Галилео Галилејa, Николе Коперника и Јохана Кеплера. У 1665. години, он открива генерализовану биномну теорему, и почиње да развија математички апарат који ће касније прерасти у тзв. инфинитезимални рачун. Убрзо пошто је стекао диплому 1665, Универзитет се затвара, што је била мера предострожности против „велике куге“. Због тога, следећих 18 месеци Њутн проводи код своје куће (у кући своје баке), где предано ради на инфинитезималном рачуну, проблемима из оптике и проналажењу закона гравитације.

### Средње године

#### Математичка истраживања
Њутн и Готфрид Лајбниц открили су инфинитезимални рачун независно један од другог, користећи сваки своју сопствену, јединствену, нотацију (као што су већина математичара то и чинили у то време). Мада је Њутн разрадио свој метод годинама пре Лајбница, он није објавио о томе скоро ништа све до 1693, и потпуни увид у свој инфинитезимални рачун пружио је тек 1704. У међувремену, Лајбниц почиње да објављује потпуни опис свог метода 1684. Поврх тога, Лајбницова нотација и „инфинитезимални метод“ постају опште прихваћени на континенту, а после 1820. или ту негде и у Британској империји. Њутн је тврдио да је он био нерад да објави свој инфинитезимални рачун бојећи се да би због тога могао бити исмеван. Почев од 1699, други чланови краљевског друштва оптужују Лајбница за плагијат, а овај спор избија пуном снагом у 1711. Тако започиње горка Њутнова расправа са Лајбницом око приоритета открића инфинитезималног рачуна, која ће их пратити скоро целог живота, све до смрти овог другог у 1716 години. Ова расправа створиће поделу између математичара Британије и континенталне Европе, која је можда за читав век успорила напредак математике у Британији.
Њутну је одато признање за откриће генерализоване биномске теореме, важеће за било који експонент. Он је открио Њутнове идентитете, Њутнов метод, класификовао је криве конусних пресека (полиноми трећег степена са две променљиве), дао значајан допринос теорији коначних разлика, и био први који је користио разломачке индексе и употребио координатну геометрију да дође до решења Диофантинових једначина. Извршио је апроксимацију парцијалних сума хармонијских низова помоћу логаритама (претходник Ојлерове сумирајуће формуле) и био први који је користио са сигурношћу математичке редове и обрнуте математичке редове. Он је такође открио и нову формулу за број пи (π). Постао је професор на Лукасовој катедри математике у 1669. У то време, сваки предавач на Кембриџу или Оксфорду требало је да буде рукоположени англикански свештеник. Међутим, термин Лукасовски професор подразумевао је и додатак “не бити активан у цркви” (што се подразумевало да би се добило више времена за науку). Њутнов аргумент је био, да би га због овога требало изузети од рукоположења, и Чарлс II, чије је одобрење за ово било потребно, прихватио је овај његов аргумент. Тако је избегнут конфликт између Њутнових религијских погледа и Англиканске ортодоксије.

#### Оптика
Од 1670 до 1672, Њутн је држао предавања из оптике. Током тог периода он је истраживао појаву преламања светлости, показавши да се уз помоћ тростране призме бела светлост може разложити у спектар различитих боја, а да уз помоћ сочива и помоћу друге призме, овај спектар може поново да се сложи или састави у зрак беле светлости.
Такође је показао да један зрак обојене светлости када се издвоји из овог спектра даље не мења своја својства чак и када се пропушта кроз различита друга провидна тела. Њутн запажа да без обзира на то да ли је обојени зрак рефлектован (одбијен), расут или пропуштен кроз неки предмет, његова боја остаје неизмењена. Из тога следи закључак, да су боје које ми опажамо резултат интеракције од раније већ обојене светлости са телима, а не резултат тога како тела производе светлост. За више детаља о овоме, видети Њутнову теорију боја.
Из овог рада он је извео закључак да би било који рефракциони телескоп (телескоп са сочивима) требало да пати од проблема дисперзије (расипања) беле светлости у разне боје, и као доказ овог концепта је конструисао рефлексиони телескоп (телескоп са удубљеним огледалом), данас познат као Њутнов телескоп, да би њиме избегао овај проблем. Он лично, сам је брусио огледало за свој телескоп, користећи тзв. Њутнове прстенове за процену квалитета оптике за свој телескоп, те је тако био у стању да направи један нови астрономски инструмент, супериоран у односу на тадашње рефракционе телескопе, пре свега захваљујући већем пречнику огледала. Године 1671, Краљевско друштво замолило га је за једну демонстрацију његовог рефлексионог телескопа.
Њихова заинтересованост охрабрила га је да објави свој чланак „О боји“, који је касније проширио у своје дело „Оптика“. Када је Роберт Хук почео да критикује неке од Њутнових идеја, Њутн је био тиме толико повређен да се удаљио од даље јавне дебате. Ова два научника остаће непријатељи све до краја Хуковог живота.
Њутн је сматрао да се светлост састоји од честица, али да би објаснио преламање светлости ипак је морао да јој припише и таласна својства. Касније су, међутим, физичари углавном фаворизовали објашњење преламања светлости засновано искључиво на њеној таласној природи. Данашња, квантна механика вратила се Њутновој идеји о дуалној, таласно-честичној, природи светлости, мада данашњи концепт фотона као честица светлости веома мало подсећа на Њутнове честице (Њутн је сматрао да преламање светлости настаје убрзавањем њених честица кроз гушћи медијум).

#### Закон гравитације и закони кретања
Израз за центрифугалну силу који Кристијан Хајгенс, објављује на страницама свога дела „Часовник са клатном“, заједно са тада већ познатим Кеплеровим законима кретања планета Сунчевог система, омогућио је научницима да дођу до закључка да је гравитациона сила обрнуто сразмерна са квадратом растојања. Међу првима до овог прорачуна су дошли чланови Краљевског друштва, физичар Хук, астроном Едмунд Халеј и архитекта Рен, који су о томе међусобно дискутовали у Лондону. Међутим, требало је решити још тежи проблем, а то је како доказати да се тело чија је путања елиптичног облика креће под утицајем силе која опада са квадратом удаљености. Или обрнуто, да сила обрнуте квадратне зависности производи кретање тела по елипси, што би требало да послужи као објашњење Првог Кеплеровог закона. Размишљајући коме би могли да се обрате за решење овог проблема који је надилазио њихове способности, сетили су се Њутна и договорили да се Халеј у њихово име обрати Њутну за помоћ. Халеј, који је био један од секретара Краљевског друштва, то и чини, у августу месецу 1684, када посећује Њутна у Кембриџу.
Интересантно је, да у тренутку када му Халеј саопштава који је главни разлог његове посете, Њутн одмах на то одговара да је тај проблем већ решио. Односно да је доказао да из елиптичних путања кретања планета следи закон обрнуте квадратне сразмерности гравитационе силе са растојањем. Међутим, како није одмах могао и да нађе међу својим папирима овај доказ, он обећава Халеју да ће му га накнадно послати. И заиста, три месеца касније Халеју стиже од Њутна папир са строго математички изведеним доказом и решењем овог проблема. Он тада поново путује код Њутна у Кембриџ са намером да га наговори да овај рад објави, али тада затиче Њутна како ради на једном много општијем делу у које је овај рад укључен. Следеће три године Њутн предано и потпуно посвећен ради на даљем уопштавању и проширивању овог свог дела под привременим називом „О кретању“ да би, коначно, 1687. године, његов труд уродио стварањем капиталног дела „Математички принципи природне филозофије“, (Philosophiae Naturalis Principia Mathematica), које се данас често популарно назива кратким именом “Принципи”.
Астроном Халеј својствено се залаже око посла штампања Њутнових „Принципа“, и чак на крају посеже и за новцем из сопственог џепа онда када је каса Краљевског друштва остала испражњена. Имајући то у виду можда није ни чудно, али је свакако занимљиво, да је први тираж ове књиге, која је изазвала праву револуцију у науци и послужила за заснивање модерне физике, изашао у мање од 400 примерака.
Њутнови „Принципи“, као што је речено, представљају његово капитално дело, зато што је њима обухваћен Њутнов целокупан допринос физичкој механици. Централно место ове књиге припада Њутновом закону гравитације и његовим законима кретања (I, II и III Њутнов закон), што представља тријумф његовог „дедуктивног метода“. Осим тога, он на тај начин доказује да је механичка кретања свих тела у природи могуће свести на свега три проста физичка закона, што само по себи сведочи о универзалности овог његовог дела и универзалности физике као науке. Велики допринос Њутнових „Принципа“ састоји се, такође, и у томе што они отварају врата за широку примену математике у физици, односно доприносе заснивању модерне физике, као пре свега математичке науке.
Међутим, приликом писања ове књиге Њутн избегава да користи у доказима своје главно математичко откриће, инфинитезимални рачун, сматрајући да ће тако саму књигу учинити разумљивијом и приступачнијом за читаоце. Ова чињеница касније ће постати један од главних узрока спорења око приоритета открића инфинитезималног рачуна, и постати главни узрок Њутновог сукоба са Готфридом Лајбницом, поред других замерки које је Лајбниц имао на Њутнов закон гравитације и замисао празног простора вакуума, које проистиче из овог као и осталих Њутнових закона.

## Њутнова јабука
Постоји популарна прича о томе како је једна јабука сорте flower of Kant (цвет Кента) пала са дрвета инспирисала Њутна да формулише своју теорију гравитације. Илустратори и цртачи карикатура и стрипова иду још и даље, сугерушући да је јабука у ствари пала Њутну право на главу и да је тај ударац на неки начин учинио га свесним гравитационе силе. Џон Кондуит (John Conduitt), Њутнов помоћник у време док је он био управник Краљевске ковнице новца (слично нашем данашњем положају Гувернера народне банке) и муж Њутнове нећаке, пишући о Њутновом животу описао је овај догађај на следећи начин:

Године 1666, он је опет напустио Кембриџ и одмарао се код своје мајке у Линколнширу. Док се замишљено шетао по башти кривудајући тамо и онамо, пала му је на памет мисао да сила гравитације (која преноси јабуку са дрвета на земљу) није ограничена на неку одређену удаљеност од Земље, него да та сила допире много даље него што ми обично мислимо. Зашто не толико далеко као што је Месец удаљен и, ако је то тако, она мора утицати на његово кретање, рецимо задржавати Месец на његовој орбити, после чега се бацио на прорачунавање ефеката ове његове претпоставке. 
Питање није било да ли гравитација постоји, него да ли њено деловање допире тако далеко од Земље да би могла да буде такође и сила која задржава Месец на његовој орбити. Њутн је показао да, ако сила гравитације опада (обрнуто је сразмерна) са квадратом растојања, на основу тога може се израчунати период Месечеве орбите, и то у веома доброј сагласности са измереним подацима. Он је даље претпоставио да је иста сила одговорна и за кретања планета по њиховим орбитама, као и друга орбитална кретања и, у складу с тиме, назвао је ову силу „универзална гравитација“.
Њутнов савременик, писац Вилијам Стакли (William Stukeley), забележио је у својим „Сећањима из живота Сер Исака Њутна“ разговор са Њутном у Кенсингтону, 15. априла 1726, у којем се Њутн подсећа како је: „Недавно је представа о гравитацији дошла у његове мисли. Било је то приликом пада једне јабуке са дрвета“, рекао је Њутн у једном замишљеном расположењу. „Зашто је то тако да јабука увек пада вертикално са дрвета на Земљу?“, питао је Њутн сам себе. „Зашто се не креће на страну или навише, него увек пада према центру Земље?“.
На сличан начин и Волтер пише у свом „Есеју о Епској поезији“ (1727), „Сер Исак Њутн ходајући по својој башти, помислио је по први пут на свој систем гравитације, гледајући једну јабуку како пада са дрвета“.
Ова објашњења представљају вероватно преувеличавања Њутнове сопствене приче о томе како је седео поред прозора своје куће у Вулстроп Манору и гледао јабуку како пада са дрвета.
За многа стабла тврди се да су дрво јабуке коју је Њутн описао. У Краљевској школи у Грантаму тврде да је школа неку годину касније добавила себи ово стабло, тако што га је ишчупала са кореном и пребацила у управникову башту. Особље „Националног труста за надзор над местима од историјске важности и природних лепота“, у чијем је власништву данас Њутнова кућа Вулстроп Манор, оспоравају ово и тврде да је дрво које се налази у њиховој башти оно које је Њутн описао. Потомак оригиналног дрвета јабуке може се видети како расте испред главне капије Тринити Колеџа, у Кембриџу, нешто ниже од собе у којој је Њутн становао када је ту студирао.

### Каснији живот
Током 1690-их година Њутн је написао већи број религиозних трактата (расправа) бавећи се буквалним тумачењима Библије. Хенри Морово веровање у универзум и одбацивање картезијанског дуализма могло је имати утицаја на ове Њутнове религиозне идеје. Манускрипт који је послао Џону Локу, у којем он оспорава постојање светог Тројства није никада објављено. Каснији радови – „Допуна хронологије краљевства старог века“ (1728) и „Примедбе на рачун пророчанстава Данилових и апокалипсе светог Јована“ (1733) – били су објављени после његове смрти. Он је такође посветио велики део свога времена алхемији (видети испод).
Њутн је такође био и члан енглеског парламента од 1689. до 1690, као и у 1701, али његов једини забележени коментар у парламенту била је жалба због хладноће и промаје у сали иза које је уследио и његов захтев да се затвори прозор.
Њутн је прешао у Лондон да би преузео дужност управника Краљевске ковнице новца, 1696, положај који је стекао под покровитељством Чарлса Монтагија (Charles Montagu) првог грофа од Халифакса, тадашњег министра финансија. Он је преузео одговорност над енглеским великим ковањем новца, понекад стајући на жуљ управнику Лукасу (и издејствујући Едмонду Халеју посао помоћног контролора привремене Честер филијале). Њутн је постао вероватно најпознатији управник Краљевске ковнице, након Лукасове смрти у 1699, и на том положају остао је све до своје смрти. Ово запослење требало је да буде синекура (посао без много одговорности или ангажовања), али Њутн га је схватио озбиљно, ослобађајући се својих дужности у Кембриџу 1701, и користећи своју моћ да реформише валуту и да кажњава „гребаторе“ (преваранте који су гребали материјал са ивица златних и сребрних новчића и тако обезвређивали њихову вредност-ради тога су новчићи касније израђивани са назубљеним ивицама) и фалсификаторе новца. Као управник ковнице Њутн је фунту стерлинга незванично пребацио из сребрног у златни стандард, стварањем везе између златника и сребрног пенија по основу „Закона Краљице Ане“. То су биле велике и важне реформе у то време, које су значајно поправиле богатство и стабилност Енглеске. Због овог његовог рада у ковници новца, више него због његових пређашњих доприноса науци, он је стекао титулу витеза (Сера) у служби Краљице Ане, 1705. године.
Њутн је 1703. године постао председник Краљевског друштва и члан француске Академије наука. На положају председника Краљевског друштва он је стекао непријатеља у Џону Фламстиду (John Flamsteed), краљевском астроному, тако што је преурањено објавио и користио у својим студијама Фламстидов звездани каталог.
Њутн је умро у Лондону, 20. марта 1727. године, и сахрањен је у Вестминстерској опатији. Његова полу-нећака, Катрина Бартон Кондуит (Catherine Barton Conduitt), помагала му је као домаћица у друштвеним пословима у његовој кући у Улици Џермин (Jermyn Street) у Лондону, и он је био њен „веома вољени ујак“, у складу са писмом које јој је упутио док се опорављала од богиња. Мада Њутн није имао деце, он је у задњим годинама живота завештао својим рођацима већину свога наследства, тако да је умро практично без тестамента.
Његова знатна покретна имовина подељена је равноправно између његових осам полу-нећака и полу-нећакиња (три Пилкингтона, три Смитса и два Бартона, укључујући и Катрину Бартон Кондуит. Његово имање у Вулстроп Манору прешло је у руке његовог законитог наследника, Џона Њутна (само Бог зна зашто је тако велики човек имао тако лошег репрезента), који је, после шест година „борби петлова, коњских трка, банчења и лудовања“ био принуђен да стави хипотеку над имањем Вулстроп Манор и да га тако прода пре своје смрти услед једне несреће у пијаном стању.
Након смрти, у Њутновом телу откривена је значајна количина живе, што је вероватно последица његових алхемијских трагања. Ово тровање живом можда би могло објаснити Њутново ексцентрично понашање у каснијим годинама живота.

## Остала интересовања
Научна открића Исака Њутна су добро позната, међутим, његови интереси су се, осим математике, физике, механике, астрономије, такође простирали и на друге области сазнања. Та Њутнова истраживања су мало позната савременом читаоцу, мада су својевремено око њих вођени бурни спорови. Данас нас упознају са овим истраживањима обично у оваквој интерпретацији: „Последњих година свог живота Њутн је потпуно запоставио истраживања у области математике, физике и астрономије, а почео поклањати много пажње теологији и написао велики број дела о том предмету“. [Орленко, 1927.]. „Сва Њутнова теолошка дела представљају нерационално трошење времена...“ [Орленко, 1927].
При томе се обично указује на следећа дела И. Њутна:
- 1) "Observations upon the Prophecies of Holy. Writ.; particularly the Prophecies of the Apocalypse of S. John" („Примедбе о пророчанствима Светог писма, посебно о пророчанствима Апокалипсе св. Јована“);
- 2) "An Historical account of two notable corruptions of Scripture" („Историјски запис о двема значајним изменама текста Светог писма“).

Њутнови коментатори примећују да ови његови радови не представљају посебан научни интерес и цитирају речи француског писца и истраживача професора Луја Фигјеа (Louis Figuier), који је изражавао жаљење поводом тога што је Њутн трошио време на теолошка истраживања. Савремени читалац, упознавши се са таквим коментарима, обично губи интерес за те „чудне“ Њутнове радове. Поврх тога, код њега се формира осећање да ови теолошки радови исцрпљују научно наслеђе Исака Њутна посвећено проблемима датирања. Међутим, то није тако.
У ствари, савремени читалац није свестан да тиме пропушта интересантне (и практично заборављене) Њутнове радове, чија се актуелност и значај може оценити тек данас.
Основни Њутнови радови, повезани са проблемима хронологије, нису два наведена рада, већ сасвим други.
Њутн се много година бавио анализом хронологије. Ако покушамо кратко да формулишемо резултате његове анализе, они ће изгледати овако. Необично велики број датума, приписаних данас овим или оним догађајима древности, није у складу са резултатима природнонаучних метода датирања. Да бисмо прецизирали те датуме, треба их углавном подмладити тј. померити многе догађаје ближе нама.
Савремени коментар: Њутн се такође бавио хронологијом, која је у то време спадала у математичке науке (данас је та традиција изгубљена), и резултат његовог рада у тој области представљају следећа два штампана дела:
- 1) „Кратка хроника историјских догађаја, почев од првих у Европи до покоравања Персије од стране Александра Македонског“ ("Brevis chronica, a prima rerum in Europa gestarum memoria ad Persidem ab Alexandro Magno in potestatem redactam"),
- 2) „Исправна хронологија древних царстава“ ("Chronologia veterum regnorum emendata")..." B. [358] у нашем списку литературе. По свему судећи, пуни списак публикованих радова И. Њутна може се видети у "The British Library General Catalogue of Printed Books to 1975" (London, 1984, Vol. 236). По том приручнику, треће и последње прештампавање рада 2 било је 1770. године. В. такође [Newton, 1988].

Њутн је подвргао хронологију древности изузетно великој трансформацији. Неке (врло малобројне) догађаје померио је у прошлост. To се односи, рецимо, на легендарни поход аргонаута. Њутн је сматрао да тај поход није био у X веку п. н. е. (како је сматрано у Њутново време), већ у XIV веку п. н. е. Уосталом, датирање овог догађаја је веома разнолико и у каснијим хронолошким истраживањима. Али је у целини нова Њутнова хронологија суштински краћа од традиционалне (данас прихваћене). Већину догађаја он је померио навише, у смеру подмлађивања, ближе нама.
»У основним Њутновим историјско-теолошким радовима сабрани су историјски материјали фантастични по свом обиму. To је плод четрдесетогодишњег рада, напрегнутог истраживања, огромне ерудиције. У суштини, Њутн је прегледао сву основну литературу о древној историји и све основне изворе, почев од античке и источне митологије...« [Кузњецов, 1982].
»Циљ Њутнових историјско-теолошких радова... је да скрати хронолошке оквире древних времена...« [Кузњецов, 1982].
»Њутн користи текстолошку и филолошку критику, астрономске прорачуне повезане са помрачењима Сунца (!), изучава огромну литературу, показујући изузетну фантазију у новим интерпретацијама историјских догађаја, да би скратио хронологију древности. Њему се чини да је та нова хронологија, усклађена са библијским оквиром, веродостојна. „Кратку хронику“ Њутн завршава речима: 'Саставио сам ову хронолошку таблицу да бих ускладио хронологију са током историјских догађаја, са астрономијом, са светом историјом и са самом собом, уклонивши многобројне противречности, на које се жалио још Плутарх. He претендујем на то да је таблица тачна до у годину. Могуће су грешке од пет или десет година, понегде можда и двадесет, али не много више...'« [Кузњецов, 1982].
Упоређујући Њутнове закључке са данас прихваћеним датумима древних догађаја, савремени коментатори неизбежно долазе до мишљења да је Њутн био у заблуди:
»Наравно, у недостатку дешифрованог клинастог писма и хијероглифа, у недостатку података археологије, која тада још није постојала, окован претпоставком исправности библијске хронологије и вером у реалност митова, Њутн је грешио не за десет или чак и сто година, него за миленијуме, и његова хронологија је далека од истине чак и што се тиче саме реалности неких догађаја. В. Винстон је писао у својим успоменама: 'Сер Исак је у области математике често увиђао истину само путем интуиције, чак и без доказа... Али исти тај сер Исак Њутн је саставио хронологију... Али та хронологија не вреди више од оштроумног историјског романа, што сам дефинитивно доказао у свом делу које оповргава ову хронологију. О, како слаб може бити највећи од свих смртника у неким стварима'« [Кузњецов, 1982]. Познато је такође да је Њутн неколико десетина пута својеручно преписивао прву и основну главу свог рада [Кузњецов, 1982].
»У поменутим радовима из хронологије Њутн је показао широко познавање материјала, који се односе на изабрану тему, показао своје умеће да даје оштроумна објашњења, али је, како је показао Фрере, дошао до сасвим погрешних закључака« [Орленко, 1927]. Међутим, упознавање са радовима опонената Њутна и Морозова показује да они не садрже озбиљне контрааргументе. Основни аргумент опонената је позивање на традицију и ауторитет првих хронолога XVI века.
Објављивање Њутновог рада изазвало је много одјека. У основи су имали негативни карактер („заблуде поштованог дилетанта“ и слично). Уосталом, било је објављено и неколико радова који су подржавали Њутна. Шта је изазвало такву негативну реакцију опонената? Да бисмо то схватили, треба макар укратко навести промене древних датума које је предлагао Њутн. Он је изучавао углавном хронологију Старог Египта и Старе Грчке пре наше ере (за анализу „млађих“ епоха вероватно није имао довољно времена).
На пример, данас прихваћена хронологија смешта почетак управе првог египатског фараона Менеса (Мене) приближно у 3000. годину п. н. е. Њутн пак овај догађај датира у 946. п. н. е. Померање навише износи приближно 2000 година. Ако данас мит о Тезеју датирамо у XV век п. н. е., Њутн је тврдио да су се ти догађаји десили око 936. п. н. е. Дакле, померање навише је приближно 500 година. Ако данас знаменити Тројански рат датирамо приближно у 1225. п. н. е. [Блер, 1809], Њутн је тврдио да се тај догађај десио 904. п. н. е. Значи, померање навише је приближно 320 година. И тако даље. Сажето се основни Њутнови закључци формулишу овако.
Део историје Старе Грчке померио је временски навише у просеку за 300 година ближе нама. Историју Старог Египта (која, у складу са данас прихваћеном верзијом, обухвата неколико хиљада година, од 3000. п. н. е. навише), Њутн је померио навише и сажео у временски одсечак дужине свега 330 година: од 946. п. н. е. навише. При томе је неке основне датуме историје Старог Египта Њутн померио навише за приближно 1800 година. Није неопходно објашњавати да, без обзира на сву хаотичност ових промена датирања, оне указују на неопходност пажљиве анализе данас прихваћене традиционалне верзије.
Њутн је стигао да ревидира само датуме старије од 200. п. н. е. Његова разматрања су имала партикуларан карактер, и он није успео да открије неки систем у тим променама датирања (на први поглед потпуно хаотичним). Значајно је да се његове делимичне транслације датума запрепашћујуће слажу са даљим Морозовљевим истраживањима. Вероватно да Морозов (академик Н. А. Морозов 1854-1946) није знао за Њутнов рад, због реткости и чињенице да су ти радови већ пали у заборав. Због тога је задивљујуће да се многи Морозовљеви закључци слажу са Њутновим тврђењима. (Фоменко)

## Епитаф на научниковом споменику
Нека честитају себи смртни што је таква и толика дика рода људског на свету била (лат. Gratulentur sibi mortals tale tantumque generis humani exstitisse decus)